# Catherine (Computerspiel)
Catherine ist ein Computerspiel mit Puzzle-Elementen von Atlus. 2011 erschien die hinterher als Classic bezeichnete Ursprungsfassung für PlayStation 3, Xbox 360 und Microsoft Windows. 2019 brachte Atlus eine erweiterte Fassung des Spiels mit dem Untertitel Full Body für PlayStation 4 und PlayStation Vita, 2020 auch für Switch. Aufgrund diverser Referenzen im Spiel wird es lose mit der Persona-Reihe bzw. dem Franchise Shin Megami Tensei in Verbindung gebracht, das vom selben Entwickler stammt.
Die Spielfigur Vincent Brooks steht zunehmend unter dem Entscheidungsdruck seine langjährige Freundin Katherine McBride zu heiraten, wozu er sich jedoch nicht bereit fühlt. In seiner Stammkneipe Stray Sheep begegnet er der lebenslustigen Catherine, die ihm offensiv sexuelle Avancen macht. Aus einem One-Night-Stand heraus beginnt sich eine Affäre zu entwickeln. Gleichzeitig wird Vincent nachts zunehmend von Alpträumen geplagt, in denen er von Dämonen gejagt wird. Das Spiel teilt sich in zwei wesentliche Spielbereiche: Die Kneipenszenen folgen dem Prinzip einer Dating-Simulation, bestehend aus Dialogen mit unterschiedlichen Antwortmöglichkeiten, aus denen heraus sich die Handlung fortsetzt. Die Alptraumsequenzen bestehen aus einem wiederkehrenden und zunehmend komplexeren Puzzle-Minispiel. Unter Zeitdruck muss der Spieler einen aus verschiedenen Stufen und Blöcken zusammengesetzten Turm erklimmen. Dazu muss er die Blöcke des Turms passend arrangieren, damit sie eine Treppe in die höheren Bereiche ergeben. Währenddessen zersetzen sich die unteren Segmente allmählich und lassen die Spielfigur ins Nichts fallen, sollte sie es nicht rechtzeitig an die Spitze des Turms schaffen. Dies gilt es zu vermeiden, da es den Tod der Spielfigur Vincent bedeutet. Mit Full Body wurde die Erzählung um die Figur Qatherine (kurz: Rin) und neue Spieloptionen erweitert.

## Rezeption
Das Spiel erhielt mehrheitlich positive Kritiken.

“This story-heavy puzzler is mature and occasionally profound, exploring themes like sexual fidelity, personal responsibility, and trust. Catherine doesn't just challenge your hand/eye coordination: It challenges your intellect and your emotions.”

„Dieses handlungsbetonte Puzzlespiel ist erwachsen und gelegentlich tiefgründig, wenn es Themen wie sexuelle Treue, persönliche Verantwortung und Vertrauen erforscht. Catherine fordert nicht nur eure Hand-Auge-Koordination: es fordert euren Intellekt und eure Emotionen heraus.“

„Für mich ist Catherine: Full Body ein Juwel, dem ein besonderes Kunststück gelingt: Es ist eine bemerkenswerte Neuauflage, die den eigenwilligen Reiz seiner Urversion beibehält. Trotzdem bietet es genug sinnvolle Ergänzungen, um einen neuen Durchlauf zu rechtfertigen. […] Was mit Sex, Affären und Fantasie-Elementen beginnt, ist im Kern eine moralische Geschichte über das Leben. Und die Liebe. Zu lernen, wie man mit ihr umgeht, ist das größte Puzzle, das K/C/Quatherine und Vincent lösen müssen.“

Zum Verkaufsstart in Japan erreichte die PS3-Fassung in Japan mit 141.826 verkauften Exemplaren Platz 1 der Verkaufscharts, die X360-Fassung mit 21.936 Exemplaren Platz 7. In den USA verkaufte es sich in der ersten Woche rund 78.000 Mal, was es zu Atlus’ erfolgreichsten Verkaufsstart in Nordamerika machte. Mit der Ankündigung von Catherine: Full Body 2017 verkündete Atlus eine Million ausgelieferte Exemplare von Catherine Classic. Full Body verkaufte sich in Japan in der ersten Woche Februar 2019 insgesamt 51.824 Mal für PS4 (Platz 2) und 9.241 Mal für PS Vita (Platz 13). Bis März 2019 stiegen diese für PS4 auf 61.855 Kopien.
2011 erhielt das Spiel eine Nominierung für einen Annie Award in der Kategorie bestes animiertes Computerspiel. 2012 erfolgten Nominierungen für den Award der National Academy of Video Game Testers and Reviewers (NAVGTR) in insgesamt acht Kategorien, von denen es das beste Drama-Drehbuch und beste Nebendarstellerin (Michelle Ruff als Katherine McBride) für sich gewinnen konnte.